# جر (نحو)
جَر یکی از انواع اعراب در عربی است. به کلمه‌ای که دارای اعراب جر باشد، مجرور می‌گویند.

## علایم جر
علامت اصلی جر، کسره (ــِـ) است، ولی در موارد زیر «فتحه» و «یاء» جانشین ضمه می‌شود.
- در اسم مثنی و جمع مذکر سالم و ملحقات آنان و اسماء سته: «یاء» جانشین کسره می‌شود.
- در اسماء غیرمنصرف: «یاء» جانشین کسره می‌شود.[۱]

## حروف جر
حروف جر در زبان عربی عبارتند از:
- ب
- ت
- ک
- ل
- و
- مُنذ
- مُذ
- خَلا
- رُبَّ
- حاشا
- مِن
- عَدا
- فی
- عَن
- علی
- حتّی
- اِلی